# Flake
"Flake" é uma canção do músico Jack Johnson. É o single de estréia de Johnson e foi o único compacto do álbum Brushfire Fairytales.
A canção trouxe algum sucesso para Johnson nos Estados Unidos, estreando na Billboard Hot 100 em #73. O single contudo, foi um sucesso na Nova Zelândia, chegando a posição #6. "Flake" ficou muito tempo no Top 10 e é o seu single de maior sucesso na Nova Zelândia.

## Tabelas
| Paradas (2002–2003)                                | Melhor posição |
| -------------------------------------------------- | -------------- |
| Nova Zelândia (Recorded Music NZ)                  | 6              |
| Estados Unidos (Billboard Hot 100)                 | 73             |
| Estados Unidos (Billboard Adult Alternative Songs) | 1              |
| Estados Unidos (Billboard Adult Top 40)            | 9              |
| Estados Unidos (Billboard Alternative Airplay)     | 22             |